# Cristina Iovu
Cristina Iovu, née le 8 novembre 1992 à Chișinău en Moldavie, est une haltérophile moldave. Lors des Jeux olympiques d'été de 2012 à Londres elle a remporté la médaille de bronze de la catégorie des moins de 53 kg, qu'elle perd à la suite d'un contrôle antidopage positif. Toujours en 2012 elle devient championne d'Europe de la même catégorie.

## Palmarès

### Jeux olympiques
- Jeux olympiques de 2012 à Londres
  -  Médaille de bronze en moins de 53 kg Disqualifiée.

### Championnats d'Europe d'haltérophilie
- Championnats d'Europe d'haltérophilie 2012 à Antalya
  -  Médaille d'or en moins de 53 kg